# Apristurus parvipinnis
Apristurus parvipinnis е вид пилозъба акула от семейство Scyliorhinidae.

## Разпространение и местообитание
Видът е разпространен в Колумбия, Мексико, Панама, САЩ (Флорида) и Френска Гвиана.
Среща се на дълбочина от 600 до 1134 m, при температура на водата от 4,5 до 7,4 °C и соленост 34,6 – 35 ‰.

## Описание
На дължина достигат до 52 cm.